# Années 710
Les années 710 couvrent la période de 710 à 719.

## Événements
- 710-794 : époque de Nara au Japon[1].
- 710-712 : prise de Samarkand par les Arabes[2].
- 711-712 : conquête musulmane du Sind en Inde[3].
- 711-726 : bataille du Guadalete. Conquête musulmane de la péninsule Ibérique[4].
- 712-762 : règne de Xuanzong ; âge d'or de la dynastie Tang en Chine [5].
- 714-717 : troubles dans les Royaumes francs à la mort du maire du palais Pépin de Herstal. Après les batailles d'Amblève et de Vincy, son fils illégitime Charles Martel unifie le royaume mérovingien au profit de l'Austrasie[6].
- 715-717 : anarchie politique dans l’empire byzantin. Éviction d'Anastase II remplacé par Théodose III puis Léon III l'Isaurien qui fonde la dynastie isaurienne[7].
- 716 : traité entre Byzance et la Bulgarie. L’empire byzantin reconnait l'État bulgare[8].
- 717-718 : siège de Constantinople par les musulmans[7].

## Personnages significatifs
Anastase II (empereur byzantin)
- Bilge Kaghan
- Charles Martel
- Chilpéric II (roi des Francs)
- Clotaire IV
- Dagobert III
- Julien
- Kapaghan
- Léon III l'Isaurien
- Liutprand
- Muhammad ben al-Qasim
- Musa ben Nusayr
- Pélage le Conquérant
- Philippicos
- Plectrude
- Radbod
- Rodéric
- Sulayman ben Abd al-Malik
- Tang Xuanzong
- Tariq ibn Ziyad
- Théodebald (maire du palais)
- Théodose III
- Umar ben Abd al-Aziz